# Nava (Spanyolország)
Nava egy település Spanyolországban, Asztúria autonóm közösségben. Nava Siero, Sariegu, Villaviciosa, Cabranes, Piloña, Llaviana és Bimenes községekkel határos. Lakosainak száma 5203 fő (2024).

## Népesség
A település népessége az utóbbi években az alábbiak szerint változott:
| Lakosok száma | 5586 | 5473 | 5511 | 5594 | 5599 | 5444 | 5333 | 5321 | 5236 | 5203 |
|               | 2001 | 2004 | 2007 | 2009 | 2012 | 2014 | 2017 | 2019 | 2022 | 2024 |